# Омское высшее общевойсковое командное училище

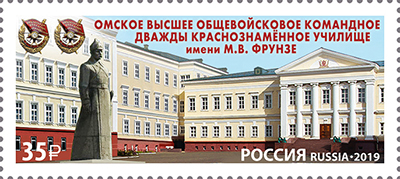
Здание и краснознамённые ордена Омского высшего общевойскового командного дважды Краснознамённого училища им. М. В. Фрунзе на почтовой марке России 2019 года.

Омское высшее общевойсковое командное дважды Краснознамённое училище имени М. В. Фрунзе — одно из старейших военно-учебных заведений России.
Основано в 1813 году как войсковое казачье училище. В 1999 году оно было преобразовано в Омский кадетский корпус.
Училище воспитало сотни талантливых полководцев — маршалов и генералов, 80 Героев Советского Союза, 7 Героев Российской Федерации и 5 полных кавалеров ордена Славы, тысячи кавалеров боевых орденов и медалей.
Его воспитанники участвовали в боях в годы иностранной военной интервенции и Гражданской войны, с китайскими милитаристами на КВЖД, с японскими войсками в районе озера Хасан и на реке Халхин-Гол, на Карельском перешейке. В боях и сражениях Великой Отечественной войны воспитанники училища руководили подразделениями, частями и соединениями. В новейшей истории в боевых действиях в Афганистане, Таджикистане, Югославии, Чечне, Дагестане, Грузии (Абхазии и Южной Осетии), Украине.

## История учебного заведения
Первая попытка Советской власти использовать материально-техническую базу Сибирского кадетского корпуса в строительстве новой Рабоче-Крестьянской Красной Армии была предпринята ещё весной 1918 года. Прежде всего, здание и прочие ресурсы корпуса использовались для формирования интернациональных отрядов, уходивших один за другим на внутренние фронты.
Затем, в стенах корпуса началось создание Омских ускоренных (военно-инструкторских) курсов по подготовке командного состава РККА. Согласно разработанному положению об этом военно-учебном заведении, оно должно было состоять из двух курсов: младшего (инструкторский или общий класс) и старшего (командирский или специальный класс). Для поступления на младший курс достаточно было «умения бегло читать, излагать прочитанное устно без искажения смысла, умения писать и знания четырёх правил арифметики». Чтобы попасть на старший курс, надо было иметь знания в объёме городского училища; продолжительность обучении на этом курсе предполагалась трёхмесячная. Заведующим Омскими курсами назначили А. М. Байтезата, его помощником — Я. Е. Шапиро (по другим данным начальником курсов являлся С. Н. Черепанов). Первоначально хотели открыть курсы 15 мая 1918 года. Однако подбор преподавателей и запись слушателей, начавшаяся 20 апреля, шли туго. К 7 июня 1918 г., дню оставления Омска красными, удалось только сформировать канцелярию и набрать человек тридцать «малограмотных субъектов» в младший класс. Но даже в этом классе занятия не успели начаться. Записавшихся на курсы направили на фронт в качестве рядовых бойцов, а часть их просто разошлась по домам.
Ещё до эвакуации 1-го Сибирского кадетского корпуса во Владивосток, когда кадет только распустили на летние каникулы, здание корпуса было предоставлено под размещение 1-го Артиллерийского училища, созданного приказом от 1 июня 1919 г. и предназначавшегося для пополнения офицерского состава артиллерии Российской армии адмирала А. В. Колчака. Начальником училища был назначен полковник Н. А. Герцо-Виноградский, его помощником по строевой части — полковник Е. Н. Сполатбог, кавалер Георгиевского оружия (1917), инспектором классов — полковник В. И. Коневега, «выдающийся знаток теории артиллерии». Ядром переменного состава училища (240 чел.) послужили юнкера-артиллеристы, не успевшие окончить военные училища в 1917 году. Много было также недоучившихся юнкеров пехотных училищ и школ прапорщиков и выпускников кадетских корпусов. Остальные — добровольцы, откомандированные из фронтовых частей. Личный состав подобрался превосходный, политически надёжный и с боевым опытом Гражданской и даже I мировой войн, были среди юнкеров и Георгиевские кавалеры. Однако 1-е Артиллерийское училище дислоцировалось в кадетском корпусе очень недолго. 1 сентября 1919 г. оно было отправлено из Омска в военный городок Раздольное, в 7 верстах от г. Владивостока. В Приморье училище сделало свой первый и последний выпуск (31.01.1920), после чего, вследствие падения колчаковского режима, прекратило своё существование.
После передислокации 1-го Артиллерийского училища из Омска кадетский корпус использовался для временного размещения различных воинских частей и учреждений. Часть его, видимо, основная, была отдана под военный госпиталь. 14 ноября 1919 г. Омск заняли передовые части 5-й красной армии. Вследствие вспышки эпидемии тифа здание кадетского корпуса было передано в распоряжение ЧКтифа — Чрезвычайной комиссии по борьбе с тифом. До начала апреля 1920 года в здании размещался тифозный лазарет.

### Омск 1919—1923 гг.
После освобождения Омска (Омская операция), силами 3-й и 5-й армий Восточного фронта РККА (командующий фронтом В. А. Ольдерогге), от сил армии адмирала А. В. Колчака, в конце 1919 года создаются Омские пехотные командные курсы.
При курсах уже 15 января 1920 г. было создано, а 5 февраля того же года ещё более расширено – корейское отделение.
24 февраля 1920 года СибУВУЗ издал приказ о переименовании и нумерации сибирских вузов. В соответствии с этим приказом курсы стали именоваться: 1-е Сибирские пехотные курсы комсостава РККА.
Летом 1920 года курсанты-омичи в составе Отряда особого назначения под командованием начальника и военкома Сибирского областного управления военно-учебными заведениями (Сибвуз) Корицкого, Николая Ивановича участвовали в разгроме крестьянского восстания («кулацкого мятежа»), охватившего район Кулунды.
Приказом РВСР № 2900 от 31 декабря 1920 года, 1-е пехотные Сибирские курсы были реорганизованы в 24-ю пехотную Омскую школу комсостава.
В феврале 1921 года курсанты ещё раз вынуждены были прервать учёбу и вновь взяться за оружие — в районе Петропавловска и Ишима вспыхнуло антибольшевистское вооружённое выступление, охватившее обширную территорию от низовьев реки Оби — на севере до городов Акмолинск и Атбасар — на юге.
Успешно выполнив поставленные задачи, Образцовый учебный отряд вернулся в Омск. За период боев Отряд взял в плен большое число повстанцев, 7 орудий, 12 пулемётов и до 2500 винтовок и ружей. «За героизм и мужество, проявленные курсантами в период борьбы с кулацким бандитизмом», командные курсы были награждены Красным Знаменем Московского Совета рабочих и крестьянских депутатов. Оно и поныне хранится в музее Омского кадетского корпуса
Наступление польской армии и Врангеля в 1920 году снова выдвинуло перед Красной Армией задачу вооружённой защиты республики. На фронт направлялись наиболее боеспособные части, в том числе и те, что дислоцировались в Сибири. Для их доукомплектования требовалось значительное количество командных кадров. Распоряжением Реввоенсовета республики курсы организовали ускоренную подготовку и досрочный выпуск командиров.
Многие сразу же направлялись на фронт и участвовали в боях по разгрому поляков и Врангеля на Западе и изгнании интервентов и белогвардейцев на Дальнем Востоке.
Первый досрочный выпуск состоялся ещё на месте боев: 28 июля приказом начальника Управления военно-учебных заведений Сибири двадцати трём курсантам, показавшим в ходе боев свою преданность Советской власти, храбрость и умение командовать подразделениями, присвоено звание красных командиров. В сентябре — ноябре было проведено ещё семь выпусков, давших Красной Армии ещё 120 краскомов.
Работу по подготовке командных кадров курсы успешно продолжали и в 1921 году. В конце августа был произведён ещё один, последний выпуск, в войска отправилось 67 человек
Накануне Западно-Сибирского восстания школу посетила делегация Коминтерна, она провела с омскими курсантами два дня: 25 и 26 января 1921 года. В её честь 26 января на плацу Дома краскома состоялся парад всех военно-учебных заведений Омска, которым командовал начальник СибУВУЗа Н. И. Корицкий. В тот же день, в память посещения делегацией, заведение было переименовано в «имени III Коммунистического Интернационала». В те дни во дворе Дома краскома уже стоял скромный памятник жертвам белого террора
Приказом Революционного Военного Совета Республики № 1226 от 9 июня 1921 года 24-й пехотной Омской школе командного состава присвоено наименование: «24 пехотная Омская имени III Коммунистического Интернационала школа командного состава».
В школе был создан детский дом, который снабжался за счёт отчислений от курсантского пайка. Школа за период с 1 января по 1 мая 1922 года собрала в пользу голодающих около 6 миллионов рублей, 119 пудов хлеба и муки, 18 пудов крупы, 25 пудов мяса, 4 пуда сахара, 1 пуд масла, 5 пудов сала.
Приказом РВСР от 4 марта 1923 года № 465 24-я пехотная Омская школа комсостава передислоцирована во Владивосток и преобразована в 24-е пехотные Владивостокские командные курсы.

"24 пехотную Омскую школу командного состава (пр. РВСР — 20 г. № 2900 и РВСР 21 г. № 667/124 и 1226),
— реорганизовать в командные курсы и содержать по штату № пехотных курсов, объявленному в приказе РВСР — 22 г. № 2596, с переводом 24 Омской школы командного состава на постоянное расквартирование в г. Владивосток и с присвоением ей наименования «24 пехотные Владивостокские командные курсы».
 Означенную реорганизацию школ в командные курсы закончить к 1-му августа 1923 года."

### Томск 1919—1925 гг.
28 декабря 1919 года, один из активных участников борьбы против колчаковского режима, член Томского повстанческого Ревкома Кошкаров, Прохор Ефимович, получив предписание штаба Восточного фронта РККА, издал приказ о формировании Томских пехотных командных курсов, в котором говорилось: «Сего числа на основании предписания помощника Командующего Армиями Восточного фронта я вступил в исполнение должности Политического Комиссара Томских пехотных командных курсов и к формированию таковых приступил. Основание: предписание помощника Командующего Армиями Восточного фронта от 26-го декабря за № 389».
20 января 1920 года курсы получили новое наименование — 2-е Сибирские пехотные командного состава курсы РККА.
В соответствии с существовавшей в годы иностранной военной интервенции и гражданской войны системой подготовки военных кадров предусматривались курсы трёх ступеней:
1-й ступени — для изучения будущими командирами общеобразовательных дисциплин и основ военного дела;
2-й ступени — для подготовки командиров взводов;
3-й ступени — для подготовки старшего командного состава.
2-е Сибирские пехотные командного состава курсы РККА являлись курсами 2-й ступени и готовили командиров пехотных и Пулемётных взводов.
Учебная программа на курсах первоначально была рассчитана на четыре месяца, затем срок обучения был увеличен до шести месяцев, а в июле 1920 года срок обучения на курсах был увеличен до года. Это время состояло из трёх периодов: подготовительный — со сроком учёбы шесть месяцев, специально-военный — четыре месяца и дополнительный — два месяца.
Курсы являлись не только учебной, но и строевой частью Красной Армии. Основу их составлял курсантский батальон четырёхротного состава.
При определении требований общего образования будущих курсантов командование курсов исходило из того, что рабочие и крестьяне в условиях самодержавного строя не имели возможности учиться. Поступающие должны были уметь бегло читать и писать, излагать прочитанное без искажения смысла и знать четыре действия с целыми числами и дробями. Лица, имеющие образование в объёме шести классов реального училища или семи классов гимназии, принимались на курсы без вступительных экзаменов.
Наглядное представление о характере требований, предъявляемых к курсантам, даёт объявление, опубликованное в Томске в газете «Знамя революции»: 

«Рабочие и крестьяне! В Томске открылись пехотные и артиллерийские курсы командного состава Рабоче-Крестьянской Красной Армии. Прием прошений производится ежедневно с 10 до 2 часов дня в здании духовной семинарии (Никитская, 8). Требуется рекомендация двух советских работников. Образование безразлично. Военком Кошкаров».
С 1 марта 1920 года начались регулярные плановые занятия. За время обучения курсанты должны были освоить: тактику и фортификацию, топографию и уставы, артиллерию и связь, социально-политические и общеобразовательные предметы. Много времени отводилось изучению оружия.
Помимо трехлинейной винтовки образца 1898 года, станкового пулемёта системы Максим, изучались ручные пулемёты Льюиса и Кольта, станковые пулемёты Виккерса, Шварцлозе, Гочкисса, Сен-Этьена, пушки системы Розенберга и Маклена, миномёт «Дюмезиль» и другая техника, которая досталась Красной Армии в качестве военных трофеев от английских, французских, американских и японских империалистов и их ставленников — Колчака, Деникина, Юденича и других.
Командный состав 2-х Сибирских пехотных курсов на 12 мая 1920 года насчитывал 30 человек, в основном бывших офицеров: начальника курсов, адъютанта, комбата, 4 командиров рот и 19 командиров взводов, помощников командиров рот. Командиры взводов и помощники командиров рот отвечали за строевое обучение курсантов.
Формирование курсов протекало в период, когда в Томске не было военных специалистов из Красной армии, а были сотни свободных бывших офицеров колчаковской армии. По данным газеты «Знамя революции», в Сибири после разгрома Колчака оставалось не менее 40 тыс. карателей, контрразведчиков и офицеров белой армии. Подбор специалистов осуществлялся по рекомендациям двух коммунистов советских учреждений и профсоюзных организаций, подтверждающих их лояльность к советской власти. Из 98 преподавателей, прибывших за февраль-август 1920 года, убыло 59 человек.
Преподавательский состав курсов первоначально был сформирован из бывших юнкеров учебно-инструкторской школы колчаковской армии. Ими были преподаватели средних школ Томска, имеющие педагогический опыт, мобилизованные на юнкерскую скамью в конце 1919 года. Избавившись от военной службы, они энергично принялись за работу по организации учебного процесса, составление учебных программ, разработку методов преподавания общеобразовательных предметов взрослым.
К концу 1920 г. на курсах работало 35 преподавателей. Среди военных преподавателей один окончил Академию Генштаба, 5 были слушателями военной академии и 3 — бывшими офицерами. Из числа преподавателей общеобразовательных предметов высшее образование имели 14 человек, шесть человек были со средним образованием и не окончившими среднюю школу, ещё шесть — были преподавателями политграмоты.
Кроме того требовалось добиться, чтобы командиры пользовались авторитетом и доверием курсантов, сумели с пользой для дела подчинить их себе. Это оказалось делом нелёгким. Классовая рознь, неприязнь к угнетателям, веками копившаяся в народе, в годы гражданской войны вылилась в открытую ненависть и непримиримость. И объединение в одном коллективе представителей двух антагонистических классов при условии, что побеждённые, то есть бывшие колчаковские офицеры, должны были командовать своими недавними победителями — командирами и бойцами Красной Армии, долгое время не давало результатов. Курсанты к таким командирам относились недоверчиво, часто отказывались выполнять приказы, считая их белоофицерской прихотью. А сами командиры часто избегали приказывать, распоряжаться, проявлять командирскую власть. Особенно много хлопот доставляли курсанты — бывшие партизаны, имевшие смутное представление о воинском порядке и дисциплине. Военком и преподаватели политграмоты провели большую разъяснительную работу, чтобы обеспечить на курсах должный воинский порядок и дисциплину, сгладить остроту взаимоотношений между курсантами и командирами.
В течение 1920 года 2-е Сибирские командные курсы постоянно находились в состоянии полной боевой готовности. Личный состав курсов, разделённый на две части, посменно дежурил по городу.
Распоряжением Реввоенсовета республики курсы организовали ускоренную подготовку и досрочный выпуск красных командиров. В течение осени 1920 года было произведено пять таких выпусков, главным образом за счёт наиболее подготовленных и грамотных курсантов, имевших лучшие показатели в учёбе, боевой опыт и прошедших ранее курс обучения в учебной команде или полковой школе. В общей сложности в войска на должности красных командиров было направлено 107 человек.
Приказом Реввоенсовета Республики от 5 февраля 1921 года 2-е Сибирские пехотные курсов были преобразованы в 25-ю, Томскую пехотную школу командного состава РККА
В ходе преобразования курсов в школы всех курсантов, оставшихся после августовского выпуска и вновь принятых в 1921 году, командование школы разделило на 18 классов. Курсанты, имевшие опыт командирской работы и относительно высокий общеобразовательный уровень, готовились к выпуску в 1922 году. Таких оказалось очень мало — удалось подобрать около 40 человек, которые и составили два старших класса. Немногим более набралось и кандидатов на выпуск в 1923 году. Из них были созданы два младших класса. Основной массе курсантов при-шлось начинать учёбу заново.
Срок учёбы был определён в три года. Пехотная школа, как и курсы, состояла из трёх пехотных рот и пулемётной команды и была рассчитана на обучение 500 курсантов. Почти прежним остался аппарат управления школы и преподавательский состав. Новым было — разделение курсантов на три класса: старший, младший и подготовительный. Каждый класс соответствовал году обучения. Курсанты первого года обучения находились в подготовительном классе, второго — в младшем, третьего — в старшем, выпускном.
В декабре 1921 года школа создала приют для детей, прибывших из губерний, поражённых голодом. 15 малышей кормили курсанты за счёт урезанного пайка. Пятнадцать человеческих жизней навсегда остались благодарны им за спасение от голодной смерти.
25-я Томская пехотная школа одной из первых в округе перешла на новую тактику группового боя. В течение зимнего периода обучения 1922/23 учебного года курсанты усиленно изучали боевой порядок, проводилось сколачивание отделений, взводов, рот. Только за период с 1 сентября 1922 года по 1 января 1923 года было проведено 6 полевых выходов — в 2—3 раза больше, чем в других военно-учебных заведениях округа. В июне 1923 года школа впервые выехала на общий лагерный сбор в Ельцовские лагеря около Новониколаевска (ныне Новосибирск), где находились также и территориальные части. В течение шести дней она проводила показные учения по теме: «Наступление стрелковой роты» для командного состава войск округа.
25-я, Томская пехотная школа командного состава РККА с 1 октября 1924 года именуется Томская пехотная школа
В 1925 году, для подготовки командных кадров для национальных формирований при Томской пехотной школе было открыто Якутское отделение на 25 человек (комплектовалось из 5 членов РКП(б) и 20 членов ВЛКСМ).

### Омск с 1925 года
Весной 1925 года Томская пехотная школа переводится в Омск, где размещается в здании бывшего Сибирского кадетского корпуса, получив название Омская пехотная школа.
Очередной выпуск школа произвела 8 августа 1925 года. По своему качественному составу он соответствовал требованиям, предъявляемым к военной школе. В войска на командные должности был направлен 161 человек.
Курсанты, командно-преподавательский состав, рабочие и служащие Омской пехотной школы на траурном собрании в память Народного Комиссара по военным и морским делам Михаила Васильевича Фрунзе, 1 ноября 1925 года обратились в Реввоенсовет СССР с просьбой присвоить школе имя М. В. Фрунзе. Ходатайство личного состава, поддержанное Командующим войсками округа, было удовлетворено.
с 6 марта 1926 года — Омская пехотная школа имени Михаила Васильевича Фрунзе.
На смену не оправдавшему себя лабораторному методу пришёл лекционно-семинарский, умело сочетавший лекции, практические и классно-групповые занятия. Серьёзное внимание уделено росту методических навыков будущих командиров.
Наряду с лекциями и практическими занятиями стала систематической стажировка в войсках. Летом 1926 года в территориальных частях проходили стажировку 258 курсантов. 43 из них работали командирами взводов, 140 — младшими командирами, 75 — бойцами-инструкторами.
Всё большее место в жизни курсантов занимал спорт. Он стал любимым видом их досуга. Особой популярностью пользовался стрелковый спорт. Команды школы на гарнизонных соревнованиях в 1928 году заняли первое место в стрельбе из винтовки на 300 шагов, первое и второе — на 200 шагов. По стрельбе из револьвера «Наган» представители школы завоевали все три призовых места. В заочном стрелковом конкурсе на первенство округа, проходившем в том же году, команды школы были первыми по всем видам стрельбы. Проводились соревнования по знанию материальной части стрелкового оружия. Часто они организовывались в клубе, куда приглашалась молодёжь предприятий и учебных заведений города. Характерной чертой спортивных соревнований являлось большое количество командных видов борьбы военно-прикладного характера. Это не случайно. Групповые соревнования не только закаляли будущих защитников Родины физически, не только давали им определённую военную подготовку. Они также воспитывали у них чувство коллективизма, взаимной поддержки и выручки, то есть то, что в первую очередь необходимо в беге.
В зимний период культивировались скоростные пробеги взвода на дистанции от 10 до 40 км, броски на лыжах с полной боевой выкладкой на 25 км со стрельбой.
Летом проводились соревнования по командному многоборью. Венцом летних соревнований был марш-бросок в составе взвода на 25 км со стрельбой, по которому курсанты неизменно завоевывали первое место в гарнизонных соревнованиях 1927—1930 годов. Переходящий приз за этот вид соревнований — знамя Омского окрисполкома — было навечно оставлено в школе и сейчас хранится в музее Омского кадетского корпуса. Не случайно в розыгрыше первенства РККА по военно-прикладному многоборью в 1928 году из 12 командиров, возглавлявших взводы от каждого военного округа, трое являлись воспитанниками Омской пехотной школы имени М. В. Фрунзе.
Успешно выступали курсанты на городских, гарнизонных и окружных соревнованиях и по другим видам спорта. В 1925 году школа завоевала первые места в округе по футболу, командному пятиборью, командному плаванию на 100 м, эстафете 4×100 м, барьерному бегу, толканию ядра, метанию диска, прыжкам в высоту и бегу на 500 м. В 1928 году лыжники школы заняли все первые места в гарнизоне по лыжным соревнованиям. Летом того же года на общелагерных соревнованиях было завоевано 12 первых мест.
В 1932 году начались работы по созданию лагеря. — строились классы, подсобные помещения, разбивалось место для палаточного городка. Партия мелиораторов, назначенная из города, провела осушительные работы. В следующем году построено стрельбище, оборудован спортивный городок. Основные работы к весне 1934 года были закончены, и летний период обучения в том году курсанты провели в своём собственном лагере.
С 1932 года при школе открыто ускоренное артиллерийское отделение, начались занятия в группе по подготовке командного состава для железнодорожных войск с шестимесячным сроком обучения. В том же году в штат введено ускоренное пехотное отделение с годичным сроком обучения. В 1933 году ускоренное артиллерийское отделение перешло на нормальный срок обучения.
В январе 1934 года в состав Омской школы влились Владивостокская пехотная школа имени Коминтерна и Иркутские курсы подготовки командиров пехоты. В 1935 году школа перешла на новые штаты и с 1936 года стала называться — Омская объединённая военная школа имени М. В. Фрунзе, готовящая пехотных и артиллерийских командиров.
В начале ноября 1935 года в школе состоялся очередной, шестнадцатый выпуск. В том году её воспитанники впервые получили первичные звания — лейтенант. 134 молодых лейтенанта, прикрепив в петлицы по два малиновых кубика, направлялись в войска на должности командиров взводов и рот.
16 марта 1937 года школа переименована в Омское военное училище имени М. В. Фрунзе. Училище в тот период состояло из двух батальонов, в которых имелось пять рот и одна артиллерийская батарея. Однако уже в 1938 году происходят изменения в штатах в сторону их увеличения. Сокращается срок учёбы курсантов до двух лет, упраздняется артиллерийское отделение.
В сентябре 1938 года в училище имелось 10 рот. Ещё через год училище развёрнуто на 4 батальона по 4 роты в каждом. В марте 1940 года часть преподавателей, командиров и курсантов 1-го курса отправлена во вновь формируемые Канское и Новосибирское военно-пехотные училища. Оставшиеся курсанты были разбиты на два потока, один из которых должен был выпускаться в октябре 1940 года, второй — в мае 1941 года.
По итогам 1938/39 учебного года училище заняло первое место среди пехотных училищ и пятое место среди всех средних военно-учебных заведений Красной Армии.
В ноябре 1940 года ещё раз изменяется штат. Теперь за основу принята троичная система. Училище состоит из трёх курсантских батальонов, по три стрелковых и одной пулемётной роте в каждом. Стрелковые роты состояли из 4 взводов, в пулемётной роте было 3 взвода.
Новый набор курсантов, проведённый в августе-ноябре 1940 года, был одним из самых многочисленных.
Наряду с увеличением числа курсантов училище в широких масштабах проводило переподготовку командного состава запаса. Только в 1939 году этой формой учёбы было охвачено 320 человек. Если в 1938 году количество выпускников составляло 129 человек, то в 1939 году — 955, в 1940 году — 948. Только за первую половину 1941 года училище выпустило 790 командиров.
23 июня 1941 года приказом Наркома Обороны училище перешло на сокращённую шестимесячную программу обучения. Для курсантов установлен 12-часовой рабочий день — 8 часов учебных занятий и 4 часа самоподготовки. Приказом Народного Комиссара Обороны от 7 июля 1941 года на базе училища создаётся 2-е Омское военно-пехотное училище, в которое переходит большая часть командиров, политработников, преподавателей. Произошли организационные изменения и в основном училище, которое приказом НКО с 16 августа получило наименование 1-го Омского военно-пехотного училища имени М. В. Фрунзе. Штатная численность его возросла до 5 батальонов с подготовкой по ускоренной программе военного времени. В августе 1941 года училище проводит первый военный выпуск. Экзамены на командирскую зрелость держали курсанты, прибывшие в училище осенью 1940 года. В октябре — ноябре 1941 года было произведено ещё 3 досрочных выпуска. Командирами стрелковых взводов уехали на фронт ещё 797 человек. В январе 1942 года завершают шестимесячный курс обучения курсанты июньского набора 1941 года — 344 человека. В тот же период производит свой первый выпуск и 2-е Омское военно-пехотное училище. Около полутора тысяч младших лейтенантов и лейтенантов направилось в действующую армию на должности командиров стрелковых, пулемётных и миномётных взводов.
В течение августа и первой половины сентября 1941 года базе училища формируется 362-я стрелковая дивизия. С 12 декабря по 15 февраля 1942 года училище формирует 282-ю стрелковую дивизию. Её первым командиром стал заместитель начальника училища полковник Белобородов, Панкратий Викулович. С февраля по май 1942 года училище формирует 308-ю стрелковую дивизию, командиром которой был назначен начальник училища полковник Л. Н. Гуртьев.
В январе 1942 года командование 1-го Омского военно-пехотного училища создало специальную роту, в которой курсанты-выпускники проходили подготовку в качестве истребителей танков. К осени 1942 года проблема подготовки командных кадров для непрерывно растущей Красной Армии была в основном решена. Не случайно в августе 1942 года часть курсантов Омских военно-пехотных училищ была отправлена на фронт младшими командирами. В связи с уменьшением потребности в командных кадрах отправка на фронт курсантов рядовыми и сержантами после 3-5-месячной учёбы производилась и в 1943 году: в феврале, не получив офицерских званий, ушли на фронт почти все курсанты осеннего набора 1942 года.
В августе 1943 года, произведя набор курсантов, в том числе и за счёт фронтовиков, 1-е и 2-е Омские училища перешли на годичную программу обучения. Изменились и штаты училищ. Вместо пяти курсантских батальонов стало лишь три батальона по 500 человек в каждом. При 1-м Омском военно-пехотном училище в августе 1943 года создан батальон резерва офицерского состава Сибирского военного округа на 300 офицеров.
2-е Омское военно-пехотное училище в сентябре 1943 года передислоцировалось в город Канск Красноярского края.
28 декабря 1944 года 1-е Омское военно-пехотное училище отмечало 25-ю годовщину со дня своего основания. Указом Президиума Верховного Совета СССР училище награждено орденом Красного Знамени.
С окончанием Великой Отечественной войны и уменьшением потребности вооружённых сил в офицерских кадрах 2-е Омское военно-пехотное училище, находящееся в Канске, в мае 1946 года, было расформировано.
С осени 1945 года училище перешло на трехгодичную программу обучения. Для поступающих в училище необходимо было иметь 8-классное образование.
В 1950 году, когда в училище стала приниматься молодёжь только со средним образованием, срок обучения был сокращён до двух лет.
Офицеры, окончившие училище во время войны по ускоренной программе, самостоятельно совершенствовали военные знания и сдавали экзамены за нормальный курс училища экстерном. За период с 1949 года по 1953 год в сотни таких офицеров успешно сдали экзамены экстерном и получили дипломы о среднем военном образовании.
В августе 1950 года училищу вручено новое Боевое Знамя с надписью: «Омское Краснознамённое военное пехотное училище имени М. В. Фрунзе» и Грамоту Президиума Верховного Совета Союза ССР.
По результатам выпускных экзаменов в 1955 и в 1956 годах училище заняло первое место среди военных училищ Сухопутных войск Советской Армии.
В 1958 году училище первым в Сибири и в числе первых в Советских Вооружённых Силах переходит на подготовку курсантов по программе высшего военно-учебного заведения. Омское высшее общевойсковое командное Краснознамённое училище имени М. В. Фрунзе — так стало называться оно теперь. Срок обучения увеличился до 4-х лет. Циклы военных и технических дисциплин преобразованы в кафедры. В течение 1958—1960 годов часть курсантов третьего курса завершала учёбу по программе среднего военного училища, а часть их и весь второй курс занимались по переходной программе; курсанты набора 1958 года обучались по программе высшего военно-учебного заведения.
Спорту, физической закалке курсантов в училище уделялось особое внимание. Для осуществления гибкого маневра в зимних условиях важную роль играло умение ходить на лыжах. В лыжной подготовке нормой для каждого курсанта являлось пройти за зиму 500 сибирских километров. В 1966 году на территории училища развернулись работы по сооружению спортивного комплекса, состоящего из нескольких спортивных залов и плавательного бассейна (введён в строй в 1968 году).
За большие заслуги в подготовке офицерских кадров для Вооружённых Сил СССР и в связи с 50-летием Советской Армии и Военно-Морского Флота училище награждено вторым орденом Красного Знамени и получило наименование Омское высшее общевойсковое командное дважды Краснознамённое училище имени М. В. Фрунзе.
С 1968 года училище переходит на подготовку общевойсковых командиров-инженеров по эксплуатации колесно-гусеничной техники. Срок обучения прежний — 4 года.
В 1972 году училище впервые выпустило большой отряд командиров мотострелковых подразделений — инженеров по эксплуатации бронетанковой техники и автомобилей. Каждый выпускник училища имел спортивный разряд, права на управление автомобилем и является механиком-водителем не ниже 2-го класса. В 1975 году на территории училища был установлен памятник М. В. Фрунзе. Училище ежегодно отмечалось как лучшее среди вузов округа по спортивно-массовой работе, а в 1984 году в смотре спортивно-массовой работы в Сухопутных войсках завоевало первое место.
В 1989 году училище возглавил генерал-майор Фатеев Н. Т., занимавший ранее должность начальника штаба армии Дальневосточного военного округа. Происходившие в стране процессы неизбежно отражались и на положении дел в училище. Так, с начала 90-х годов в училище было переведено значительное число курсантов из оставшихся за пределами России общевойсковых училищ: Алма-Атинского, Бакинского, Ташкентского, а также из расформированного в 1993 году Владикавказского.
В 1992 году было принято постановление Правительства Российской Федерации о ликвидации Омского ВОКУ, набор курсантов в этом году был произведён, но набранные на 1 курс курсанты были направлены на обучение в Новосибирское ВОКУ, вернувшись в родные стены лишь к 3 курсу.
Совместными усилиями командования училища и Администрации Омской области училище удалось отстоять и Постановление о его ликвидации было отменено. Приказом Министра обороны Российской Федерации было объявлено о сохранении училища и об установлении даты его образования — 14 мая 1813 года.
1. Приказом МО РФ от 09 декабря 1992 года, № 068 принято решение о расформирования училища.
2. На имя министра обороны РФ было отправлено письмо с ходатайством о нерасформировании училища за подписью Председателя Омского областного совета народных депутатов А.П. Леонтьева, Главы администрации Омской области Л.К. Полежаева, Председателя Омского городского совета народных депутатов В.А. Варнавского, Главы администрации города Омска Ю.Я. Шойхета.
3. 21 декабря 1992 г. В училище присланы письма из Управления кадров Сухопутных Войск и Главного Управления Боевой Подготовки Сухопутных Войск о передаче имущества, оборудования и технических средств училища Новосибирскому ВОКУ.
4. 1 марта 1993 г. Подписано распоряжение СМ Правительства РФ № 326 Об упразднении Владикавказского ВОКУ и Омского ВОКУ.
5. Распоряжение СМ Правительства РФ от 16.04.1993 г. № 665 О признании утратившим силу Распоряжение СМ Правительства РФ от 01.03.1993 г. № 326 в части упразднения Омского ВОКУ
6. После известий о сохранении училища была продолжена работа по формированию пакета документов для подтверждения преемственности Омского ВОКУ Казачьему войсковому училищу, учреждённому 1 мая 1813 г. и Кадетскому корпусу. И этот пакет документов 29.04.1993 г., препровожденный письмом Председателя городского совета народных депутатов В.А. Варнавского был отправлен в Москву.
7. 11.05.1993 г. было дано заключение историко-архивного и военно-мемориального центра МО РФ о целесообразности признания даты образования Омского ВОКУ 14 мая (1 мая по старому стилю) 1813 г.
8. Кстати, к 100 юбилею Омского КК, подобное ходатайство  было удовлетворено приказом военного министра Сухомлинского № 277: «Вследствие установленной по историческим данным преемственности Омского кадетского корпуса от учреждённого 1 мая 1813 г. в г. Омске Омского казачьего войскового училища, ГОСУДАРЬ ИМПЕРАТОР в 5-й день 1 июня сего (1912) года, высочайше повелеть соизволил: отдать Омскому кадетскому корпусу старшинство со дня учреждения названного училища, то есть с1 мая 1813 г.».
9. Торжества по поводу 180-й годовщины и сохранения училища прошли на высоком уровне, но без приказа МО РФ о преемственности. К сожалению, не все понимали значение этого нормативного акта («Что тебе ещё надо, училище-то сохранено?»). И потребовалась настойчивость и значительные усилия, чтобы довести это все до конца.
10. 27 мая 1993 г. был издан судьбоносный приказ МО РФ № 280 об установлении даты образования Омского ВОКУ 14 мая 1813 г.

На территории училища был открыт памятник «Бородинское поле». Здесь захоронена священная земля с Бородинского поля, политая кровью воинов-омичей 24 пехотной (1812) и 32 стрелковой (1941) дивизий. Ведь именно герои Бородинского сражения стояли у истоков первого военно-учебного заведения Сибири.
В целях сохранения училища в условиях непрерывно сокращающейся потребности в профессиональных военных кадрах рассматривались различные варианты его реорганизации, в частности в военно-гуманитарный институт. Идея не была реализована, однако в рамках её реализации в 1994 году был произведён первый набор на созданный военно-социологический факультет, предназначенный для подготовки заместителей командиров рот по воспитательной работе, офицеров по общественно-государственной подготовке и информированию, офицеров по социально-правовой работе и профилактике правонарушений. Всего на этот факультет было произведено два набора 1994 и 1995 годы). В рамках формирования этого факультета было создано две новых кафедры, ранее не характерных для училища: социологии и методики воспитательной работы.
В 1994 году училище перешло на пятилетний срок обучения и был произведён двойной набор: на четырёхлетний срок обучения по старой программе, предусматривавшей подготовку инженера по эксплуатации бронетанковой и автомобильной техники и на пятилетний с расширенной инженерной программой подготовки с выдачей диплома инженера по специальности: «военные гусеничные и колёсные машины».
В дальнейшем пятилетняя программа претерпела некоторые изменения и в конечном итоге училище перешло на подготовку офицеров по специальности: «Боевая и повседневная деятельность мотострелковых подразделений. Многоцелевые гусеничные и колёсные машины».
В 1997 году училище произвело последний набор курсантов. Было набрано две роты сокращённого состава. На плацу училища было начато строительство Часовни Великомученика Георгия Победоносца, в которой на мраморных досках золотом высечены имена Героев — выпускников: Георгиевских кавалеров, Героев Советского Союза и Героев России.
Расформирование
С 1998 года начался процесс расформирования училища. Последний выпуск офицеров был досрочным, в преддверии начала Второй чеченской войны, состоялся он 27 марта 1999 года. Несколько ранее, в январе и феврале 1999 года, курсанты, не подлежавшие в 1999 году выпуску из училища, были переведены: 2, 3 и часть 4-го курса — в Новосибирский военный институт, вторая часть 4-го курса — в Казанское высшее танковое командное училище (в то время — Казанский филиал Челябинского танкового института).
После произведённого последнего выпуска училище было окончательно расформировано, Боевое Знамя передано в Центральный музей Вооружённых Сил Российской Федерации. На фондах училища был воссоздан Омский кадетский корпус, первый набор в который был произведён летом 1999 года.

## Награды

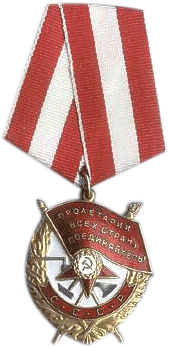
Орден Красного Знамени

### Первыйорден Красного Знамени
28 декабря 1944 года 1-е Омское военно-пехотное училище отмечало 25-ю годовщину со дня своего основания. Родина высоко оценила его заслуги в деле подготовки офицерских кадров.

Указом Президиума Верховного Совета СССР от 27 декабря 1944 года училище награждено орденом Красного Знамени «В ознаменование 25-й годовщины 1 Омского военного пехотного училища имени М. В. Фрунзе, за выдающиеся успехи в подготовке офицерскийх кадров Красной Армии» .

В этой награде — оценка самоотверженного труда по укреплению Красной Армии и обороноспособности страны в годы мирного социалистического строительства более чем пятитысячной армии воспитанников училища предвоенных лет и их ратных подвигов в годы Великой Отечественной войны. В этой награде — героические боевые дела около 5500 выпускников военных лет, вынужденных в сжатые сроки осваивать основы командирского мастерства и совершенствовать их в жестоких схватках с ненавистным врагом. В этой награде — боевые пути и дороги более чем 6000 курсантов, которые досрочно, без присвоения офицерских званий, покинули стены училища и сражались на фронтах рядовыми и сержантами. Высокую награду вручил фрунзенцам Командующий войсками Сибирского военного округа генерал-лейтенант В. Н. Курдюмов.

### Второйорден Красного Знамени
22 февраля 1968 года, в канун 50-й годовщины Советских Вооружённых Сил был объявлен Указ Президиума Верховного Совета СССР: «За большие заслуги в подготовке офицерских кадров для Вооружённых Сил СССР и в связи с 50-летием Советской Армии и Военно-Морского Флота наградить орденом Красного Знамени Омское высшее общевойсковое командное Краснознамённое училище имени М. В. Фрунзе».
В тот же день на имя начальника училища и начальника политического отдела поступила поздравительная телеграмма от начальника Главного политического Управления Советской Армии и Военно-Морского Флота генерала армии А. А. Епишева: «Главное Политическое Управление Советской Армии и Военно-Морского Флота горячо поздравляют Вас и весь личный состав с награждением орденом Красного Знамени. Своим упорным трудом коллектив училища внёс достойный вклад в дело подготовки офицеров — боевых руководителей, мастеров обучения и воспитания личного состава. Выражаем твёрдую уверенность в том, что в ответ на высокую правительственную награду коллектив училища добьется новых успехов в подготовке высококвалифицированных и беспрекословно преданных Родине и Коммунистической партии кадров для наших Вооружённых Сил».
12 марта 1968 года состоялось торжественное вручение правительственной награды. Командующий войсками Сибирского военного округа генерал-полковник С. П. Иванов зачитал Указ Президиума Верховного Совета СССР и прикрепил орден к знамени училища.

## Знамёна
Почётное революционное Красное Знамя
15 сентября 1930 года Омской пехотной школе им. М. В. Фрунзе было вручено Почётное революционное Красное Знамя с вручением особой грамоты № 361. Это была правительственная награда для вручения частям, особо отличившимся в боях с врагами социалистического Отечества или показавшим высокие успехи в боевой и политической подготовке в мирное время.
Боевые знамёна
В августе 1950 года, в присутствии представителей партийных и советских органов города по поручению Военного Совета Сибирского военного округа помощник командующего СибВО по вузам генерал-майор Данилевич вручил училищу новое боевое Красное знамя с надписью: «Омское Краснознамённое пехотное училище имени М. В. Фрунзе» и Грамоту Президиума Верховного Совета Союза ССР.

## Руководители учебного заведения
- 1919—1920 гг. Кошкаров, Прохор Ефремович
- 1920 г. генерал-майор РИА Савич-Заблоцкий, Генрих Александрович[19]
- 1920 г. полковник РИА Безобразов, Никифор Анатольевич
- 1920—1921 гг. подполковник РИА Шпилев, Михаил Иванович
- 1921—1925 гг. бывший офицер РИА Еленевский, Борис Сергеевич[20]

Вместе с тем военком курсов И. И. Левочкин пишет, что «За время формирования курсов пришлось очень часто делать фильтрации, двух начальников курсов я отправил в Чека и 4-х сменил, пока не прислали спеца из Красной армии» (Центр документации новейшей истории Томской области (ЦДНИ ТО). Ф. 1. Оп. 1. Д. 12. л. 223)
- 1920—1921 гг. генерал-майор РИА Слесарев, Константин Максимович
- 1921 г. бывший офицер РИА Рослов, Василий Иванович.

С 1920 по 1922 гг. в 24-й Омской пехотной школе сменилось 13 начальников и 10 комиссаров. Фамилии всех пока установить не удалось. (РГВА. Ф. 24932. Оп. 1. Д. 5. л. 54 об.).
- 1925 г. Войтюк, Николай Кузьмич[21]
- 1925—1926 гг. Кузьмин, Фёдор Кузьмич
- 1926—1928 гг. Лаур, Жан Иванович
- 1928—1931 гг. Глухов, Михаил Иванович
- 1931—1933 гг. Черников, Александр Никифорович
- 1933—1937 гг. комбриг Петров, Макарий Иванович
- 1937—1939 гг. Герой Советского Союза, полковник Григорович, Михаил Фролович
- 1939—1942 гг. Герой Советского Союза, полковник Гуртьев, Леонтий Николаевич
- 1942—1943 гг. полковник Домрачев, Пётр Николаевич
- 1943—1951 гг. генерал-майор Сокуров, Георгий Петрович
- 1951—1954 гг. генерал-майор Лиленков, Георгий Павлович
- 1954—1957 гг. полковник Юрпольский, Иван Иванович
- 1957—1959 гг. генерал-майор Полищук, Григорий Федосеевич
- 1959—1961 гг. генерал-майор Усольцев, Николай Григорьевич
- 1961—1965 гг. генерал-майор Музыкантов, Владимир Иванович
- 1965—1974 гг. генерал-майор Улямаев, Сагит Хайбрахманович
- 1974—1986 гг. генерал-майор Марценюк, Сергей Николаевич[22]
- 1986—1989 гг. генерал-майор Никитин, Геннадий Петрович[23]
- 1989—1999 гг. генерал-майор Фатеев, Николай Тимофеевич

## Заместители руководителя, преподаватели, командиры подразделений
- Андреев, Дмитрий Иванович, командир взвода 24-й Омской пехотной школы, 1922—1925 гг.,
- Бакунин, Фёдор Алексеевич, курсовой командир и командир взвода 25-й Томской пехотной школы, с июля 1921 по сентябрь 1922 г.,
- Бердников, Николай Алексеевич, с 01.07.1921 г. по 15.05.1923 г. — командир взвода Омской пехотной школы,[24]
- Берман, Николай Николаевич, Завуч 1-х Сибирских пехотных курсов, 1920 г.,[25]
- Богатырёв, Михаил Николаевич, 1933—1936 гг. начальник штаба, помощник начальника Омской Военной пехотной школы им. Фрунзе,[26]
- Вдодович, Иван Амвросиевич, комендант Томской военной пехотной школы командного состава, г. Томск, 1920—1925 гг.,[27]
- Еникеев, Нигматулла Салимгараевич, бригадный комиссар, комиссар и начальник политотдела Омского военного училища имени М. В. Фрунзе, 1937 год,
- Ерошкин, Матвей Сергеевич, 1926—1928 гг. начальник хозяйственной команды Омской пехотной школы.
- Катков, Фёдор Григорьевич, командир роты, (с мая 1928 по апрель 1930 гг.),
- Конев, Иван Никитич, начальник хозяйственной команды и комендант 24-й Омской пехотной школы, с января по ноябрь 1922 г.,
- Крылов, Борис Варфоломеевич, С 1952 по 1955, с 1959 по 1964 годы преподаватель тактики Омского училища им. М. В. Фрунзе[28].
- Матьянов, Михаил Иванович, штатный преподаватель, 1920—1921 гг.,[29]
- Морозов, Степан Ильич, помощник начальника 24-й Омской пехотной школы, 1922—1923 гг.,
- Пресняков, Иван Андреевич, преподаватель Омской пехотной школы имени М. В. Фрунзе, 1929—1934 гг.,
- Руссков, Гавриил Гавриилович, 1934—1936 гг. командир роты курсантов Омской пехотной школы им. М. В. Фрунзе.
- Садовский, Семён Леонидович, 1939—1941 гг. старший преподаватель тактики, руководитель тактики Омской пехотной школы им. М. В. Фрунзе.
- Субботин, Степан Давыдович, начальник учебной части, 1921 г.,[30]
- Фёдоров, Василий Петрович 1922—1923 гг. заведующим стрелковым классом 24-й Омской пехотной школы.

## Известные выпускники
1. Карбышев, Дмитрий Михайлович, выпускник 1898 года (Сибирский кадетский корпус)
2. Алексеев, Василий Михайлович, выпускник 1921 года
3. Коробков, Фёдор Григорьевич, выпускник 1921 года (Высшая военная школа Сибири)
4. Озимин, Михаил Иванович, выпускник 1921 года (Высшая военная школа Сибири)
5. Павлов, Дмитрий Григорьевич, выпускник 1922 года (Высшая военная школа Сибири)
6. Воробьёв, Яков Степанович, выпускник 1923 года (Высшая военная школа Сибири)
7. Казарцев, Александр Игнатьевич, выпускник 1923 года (Иркутская пехотная школа)
8. Дрёмин, Дмитрий Феоктистович, выпускник 1924 года (ЧОН)
9. Федюнинский, Иван Иванович, выпускник 1924 года (Владивостокская пехотная школа)
10. Чернов, Григорий Иванович, выпускник 1924 года (ТПШ)
11. Кожанов, Василий Иванович, выпускник 1924 года
12. Некрасов, Иван Михайлович, выпускник 1924 года (ЧОН)
13. Жолудев, Виктор Григорьевич, выпускник 1925 года (Иркутская пехотная школа)
14. Семенченко, Кузьма Александрович, выпускник 1925 года (Иркутская пехотная школа)
15. Левин, Григорий Михайлович, выпускник 1926 года (Владивостокская пехотная школа)
16. Борисенко, Григорий Яковлевич, выпускник 1927 года (Владивостокская пехотная школа)
17. Киселёв, Александр Яковлевич, выпускник 1927 года
18. Петров, Павел Гаврилович, выпускник 1927 года
19. Плешков, Пётр Антонович[31], выпускник 1927 года (Владивостокская пехотная школа)
20. Козин, Нестор Дмитриевич, выпускник 1929 года
21. Пищулин, Андриан Абрамович, выпускник 1930 года
22. Баклаков, Василий Ильич, выпускник 1930 года (Иркутская пехотная школа)
23. Ермаков, Андрей Павлович, выпускник 1930 года (Иркутская пехотная школа)
24. Ермолаев, Александр Александрович, выпускник 1930 года (Иркутская пехотная школа)
25. Зинченко, Фёдор Матвеевич, выпускник 1930 года (Владивостокская пехотная школа)
26. Рубцов, Герасим Архипович[32], выпускник 1930 года
27. Важенин, Виктор Михайлович, выпускник 1931 года
28. Черепанов, Корнилий Георгиевич, выпускник 1931 года (Иркутская пехотная школа)
29. Сорокин, Василий Андреевич, С 1931 года — курсант Омской пехотной школы, с 1932 года — курсант Томской артиллерийской школы, которую окончил в 1934 году.
30. Амвросов, Иван Прокопьевич, выпускник 1933 года
31. Буштрук, Даниил Иванович, выпускник 1933 года (Владивостокская пехотная школа)
32. Князев, Михаил Тихонович, выпускник 1933 года
33. Лащенко, Пётр Николаевич, выпускник 1933 года (Владивостокская пехотная школа)
34. Провалов, Константин Иванович, выпускник 1933 года
35. Евстигнеев, Иван Степанович, выпускник 1934 года
36. Быков, Николай Иванович, выпускник 1935 года
37. Левченко, Дорофей Тимофеевич, выпускник 1935 года
38. Чусовской, Николай Николаевич, выпускник 1935 года
39. Лазарев, Иван Романович, выпускник 1936 года
40. Волков, Михаил Евдокимович, выпускник 1937 года
41. Шалимов, Алексей Алексеевич[33], выпускник 1937 года
42. Саенко, Пётр Родионович[34], выпускник 1938 года
43. Федотов, Василий Николаевич[35], выпускник 1938 года
44. Бердников, Гавриил Васильевич, выпускник 1939 года
45. Бударин, Николай Петрович, выпускник 1939 года
46. Григорович, Михаил Фролович (Начальник училища)
47. Ионин, Григорий Петрович, выпускник 1939 года
48. Светецкий, Григорий Григорьевич[36], выпускник 1939 года
49. Щукин, Иван Фёдорович, выпускник 1939 года
50. Пестряков, Василий Алексеевич, выпускник 1940 года
51. Савушкин, Степан Аверьянович[37], выпускник 1940 года
52. Филонов, Александр Григорьевич, выпускник 1940 года
53. Алтунин, Александр Терентьевич, выпускник 1941 года (Новосибирское военно-пехотное училище)
54. Васильев, Василий Иванович (Герой Советского Союза), выпускник 1941 года
55. Деменков, Лаврентий Васильевич, выпускник 1941 года
56. Завертяев, Вениамин Анисимович, выпускник 1941 года
57. Ишмухаметов, Ахмадулла Хозеич, выпускник 1941 года (Новосибирское военно-пехотное училище)
58. Пастырев, Пётр Иосифович, выпускник 1941 года (Новосибирское военно-пехотное училище)
59. Полищук, Спиридон Кириллович, выпускник 1941 года
60. Старченко, Артемий Иванович[38], выпускник 1941 года (Новосибирское военно-пехотное училище)
61. Тварковский, Юрий Владимирович[39], выпускник 1941 года
62. Шариков, Николай Григорьевич[40], выпускник 1942 года (2-е Омское военно-пехотное училище)
63. Бабичев, Пётр Алексеевич, выпускник 1942 года
64. Бенеш, Николай Алексеевич, выпускник 1942 года
65. Волченко, Павел Кузьмич, выпускник 1942 года
66. Горбатенко, Николай Захарович, выпускник 1942 года
67. Гуртьев, Леонтий Николаевич, (Начальник училища)
68. Иванчиков, Сергей Кузьмич, выпускник 1942 года
69. Кириллов, Николай Михайлович, выпускник 1942 года
70. Корнеев, Афанасий Кузьмич, выпускник 1942 года
71. Крепцов-Зайченко, Николай Васильевич, выпускник 1942 года
72. Логинов, Владимир Иванович, выпускник 1942 года
73. Сигаев, Николай Емельянович[41], выпускник 1942 года
74. Ткаченко, Илья Иванович (1924—1943)[42], выпускник 1942 года
75. Ус, Виктор Георгиевич, выпускник 1942 года
76. Цыцаркин, Александр Николаевич[43], выпускник 1942 года
77. Щербанёв, Тимофей Карпович[44], выпускник 1942 года (не выпускник, был КР в Омском речном училище в 1960-х)
78. Кармацкий, Владимир Дмитриевич, выпускник 1943 года
79. Крамчанинов, Иван Петрович, выпускник 1943 года

1. Чернышев, Николай Андреевич[45], выпускник 1942 года
2. Куликов, Любим Константинович[46], выпускник 1943 года
3. Однорогов, Василий Ефимович[47], выпускник 1943 года
4. Полтавцев, Дмитрий Филиппович[48], выпускник 1943 года
5. Дудин, Николай Михайлович[49], учился в ОВОКУ с мая 1951 по июнь 1952 года.

1. Морозов, Станислав Николаевич, выпускник 1979 года
2. Шадура, Юрий Дмитриевич, выпускник 1982 года
3. Суровикин, Сергей Владимирович, выпускник 1987 года
4. Чуркин, Михаил Константинович, выпускник 1993 года
5. Хмелёв, Олег Петрович[50], выпускник 1993 года
6. Воробьёв, Дмитрий Александрович, выпускник 1997 года
7. Ветчинов, Денис Васильевич, выпускник 2000 года
8. Ухватов, Алексей Юрьевич, выпускник 2001 года (НВИ)

1. Суровикин, Сергей Владимирович, выпускник 1987 года
2. Косухин, Валерий Викторович[51], выпускник 1991 года
3. Паков, Владимир Николаевич[52], выпускник 1991 года

1. Передельский, Георгий Ефимович, маршал артиллерии, выпускник 1937 года

1. Павлов, Дмитрий Григорьевич, генерал армии, выпускник 1922 года
2. Федюнинский, Иван Иванович, генерал армии, выпускник 1924 года (ВПШ)
3. Лащенко, Пётр Николаевич, генерал армии, выпускник 1933 года (ВПШ)
4. Алтунин, Александр Терентьевич, генерал армии, выпускник 1941 года (НВПУ)
5. Кормильцев, Николай Викторович, генерал армии, выпускник 1969 года
6. Пузанов, Игорь Евгеньевич, генерал армии, выпускник 1971 года
7. Кихтенко, Александр Тимофеевич, генерал армии Украины, выпускник 1978 года
8. Суровикин, Сергей Владимирович, генерал армии, выпускник 1987 года

1. Казарцев, Александр Игнатьевич, генерал-полковник, выпускник 1923 года (ИКПКП)
2. Зырянов, Павел Иванович, генерал-полковник, выпускник 1927 года
3. Провалов, Константин Иванович, генерал-полковник, выпускник 1933 года
4. Сидоров, Яков Ильич, генерал-полковник, выпускник 1940 ? года
5. Котловцев, Николай Никифорович, генерал-полковник, выпускник 1947 года (2-е ОВПУ)
6. Бурлаков, Матвей Прокопьевич, генерал-полковник, выпускник 1957 года
7. Журбенко, Владимир Михайлович[53], генерал-полковник, выпускник 1962 года
8. Лазебин, Евгений Павлович, генерал-полковник, выпускник 1976 года

1. Карбышев, Дмитрий Михайлович, генерал-лейтенант, выпускник 1898 года (СКК)
2. Мордвинов, Василий Константинович, генерал-лейтенант, выпускник 1898 года (ОмКК)
3. Алексеев, Василий Михайлович, генерал-лейтенант, выпускник 1921 года
4. Озимин, Михаил Иванович, генерал-лейтенант, выпускник 1921 года
5. Корсаков, Николай Михайлович[54][55], генерал-лейтенант авиации, выпускник 1922 года
6. Воробьёв, Яков Степанович, генерал-лейтенант, выпускник 1923 года (ВВШС)
7. Пляскин, Василий Яковлевич[56], генерал-лейтенант, выпускник 1923 года
8. Чернов, Григорий Иванович, генерал-лейтенант, выпускник 1924 года
9. Андреев, Дмитрий Иванович, генерал-лейтенант, выпускник 1926 года (ИКПКП)
10. Казанкин, Александр Фёдорович, генерал-лейтенант, выпускник 1927 года
11. Седулин, Эрнест Жанович, генерал-лейтенант, выпускник 1927 года (ИКПКП)
12. Трапезников, Иван Кириллович[57], генерал-лейтенант, выпускник 1939 года
13. Трофимов, Алексей Семенович, генерал-лейтенант, выпускник 1942 года
14. Гурин, Геннадий Николаевич[58], генерал-лейтенант, выпускник 1962 года
15. Петрищев, Владимир Иванович[59], генерал-лейтенант ФСБ, выпускник 1963 года
16. Гургенидзе, Вано Григорьевич[60], генерал-лейтенант Грузии, выпускник 1964 года
17. Земляницын, Валентин Николаевич, генерал-лейтенант, выпускник 1964 года
18. Рощин, Виктор Михайлович[61], генерал-лейтенант, выпускник 1965 года
19. Пугачёв, Николай Васильевич[62], генерал-лейтенант, выпускник 1965 года
20. Герасимов, Александр Григорьевич, генерал-лейтенант, выпускник 1969 года
21. Кадяев, Вячеслав Иванович[63], генерал-лейтенант ФСБ, выпускник 1969 года
22. Мицкевич, Виктор Фёдорович[64], генерал-лейтенант, выпускник 1972 года
23. Широков, Владимир Иннокентьевич[65], генерал-лейтенант, выпускник 1974 года
24. Капканщиков, Виктор Олегович[66], генерал-лейтенант, выпускник 1976 года
25. Старчеус, Игорь Евгеньевич[67], генерал-лейтенант, выпускник 1978 года
26. Волков, Геннадий Анатольевич, генерал-лейтенант, выпускник 1979 года
27. Кривенко, Александр Васильевич, генерал-лейтенант, выпускник 1979 года
28. Борискин, Юрий Валентинович[68], генерал-лейтенант, выпускник 1981 года
29. Криштун, Игорь Леонидович[укр.], генерал-лейтенант Вооруженных сил Украины, выпускник 1982 года
30. Кузьменко, Андрей Владимирович[69], генерал-лейтенант, выпускник 1994 года
31. Хренин, Виктор Геннадиевич, генерал-лейтенант, министр обороны Белоруссии, выпускник 1992 года

1. Богайчук, Павел Петрович[70], генерал-майор, выпускник 1920 года
2. Шолев, Григорий Иванович, генерал-майор, выпускник 1920 года
3. Алексеев, Василий Михайлович, генерал-майор, выпускник 1921 года
4. Артемьев, Иван Николаевич[71], генерал-майор, выпускник 1921 года (ВВШС)
5. Асафов, Василий Михайлович, генерал-майор, выпускник 1921 года (ВВШС)
6. Бакунин, Фёдор Алексеевич, генерал-майор, выпускник 1921 года
7. Коробков, Фёдор Григорьевич, генерал-майор авиации, выпускник 1921 года
8. Лебедев, Тимофей Васильевич, генерал-майор, выпускник 1921 года (ВВШС)
9. Сгибнев, Степан Михайлович[72], генерал-майор, выпускник 1921 года
10. Уткин, Петр Васильевич[73], генерал-майор, выпускник 1921 года (ВВШС)
11. Воробьёв, Яков Степанович, генерал-майор, выпускник 1923 года (Высшая военная школа Сибири)
12. Дрёмин, Дмитрий Феоктистович, генерал-майор, выпускник 1924 года
13. Некрасов, Иван Михайлович, генерал-майор, выпускник 1924 года
14. Кожанов, Василий Иванович, генерал-майор, выпускник 1924 года
15. Тарасов, Сергей Павлович[74], генерал-майор, выпускник 1924 года
16. Белов, Николай Георгиевич, генерал-майор авиации, выпускник 1925 года (ВПШ)
17. Гапич, Николай Иванович, генерал-майор войск связи, выпускник 1925 года (ВПШ)
18. Семенченко, Кузьма Александрович, генерал-майор, выпускник 1925 года (ИКПКП)
19. Жолудев, Виктор Григорьевич, генерал-майор, выпускник 1925 года (ИКПКП)
20. Казаков, Алексей Иванович[75], генерал-майор, выпускник 1926 года
21. Онуфриев, Александр Алексеевич[76], генерал-майор, выпускник 1926 года
22. Сухарев, Николай Фёдорович[77], генерал-майор, выпускник 1926 года
23. Шилов, Фёдор Николаевич,[75] генерал-майор, выпускник 192? года
24. Седулин, Эрнест Жанович, генерал-майор, выпускник 1927 года (ИКПКП)
25. Кудрявцев, Александр Георгиевич, генерал-майор, выпускник 1927 года
26. Серебров, Михаил Павлович[75], генерал-майор, выпускник 1927 года
27. Киселёв, Александр Яковлевич, генерал-майор, выпускник 1927 года
28. Черниенко, Дмитрий Хрисанфович[78], генерал-майор, выпускник 1927 года
29. Козин, Нестор Дмитриевич, генерал-майор, выпускник 1929 года
30. Чупров, Илья Михайлович[79], генерал-майор, выпускник 1929 года
31. Баклаков, Василий Ильич, генерал-майор, выпускник 1930 года (ИКПКП)
32. Черепанов, Корнилий Георгиевич, генерал-майор, выпускник 1931 года (ИКПКП)
33. Палагин, Григорий Федорович[75], генерал-майор, выпускник 1931 года
34. Власенко, А. М.,[80].генерал-майор, выпускник 1932 года
35. Маслов, Сергей Михайлович[81], генерал-майор, выпускник 1934 года
36. Раков, Степан Семенович[82], генерал-майор, выпускник 1934 года
37. Полищук, Григорий Федосеевич,[80] генерал-майор, выпускник 1936 года
38. Саенко, Пётр Родионович[34], генерал-майор, выпускник 1938 года
39. Янковский, Василий Кириллович,[80].генерал-майор, выпускник 1938 года
40. Сбоев, Александр Васильевич[83], генерал-майор юстиции, выпускник 1941 года
41. Тухкру, Иван Иванович, генерал-майор, выпускник 1941 года
42. Ломбах, Юрий Владимирович, генерал-майор, выпускник 1942 года
43. Улихин Николай Иванович, генерал-майор, выпускник 1952 года
44. Ярков, Иван Дмитриевич[84], генерал-майор, выпускник 1955 года
45. Пивоваров Валентин Николаевич, генерал-майор, выпускник 1957 года
46. Аванесов, Владимир Аванесович[85], генерал-майор, выпускник 1961 года
47. Кокорин, Вадим Алексеевич[86], генерал-майор, выпускник 1963 года
48. Добрынин, Николай Васильевич, генерал-майор, выпускник 1964 года
49. Савин, Виктор Петрович[87], генерал-майор юстиции, выпускник 1965 года
50. Фатеев, Николай Тимофеевич, генерал-майор, выпускник 1966 года
51. Шалякин, Алексей Семёнович[88], генерал-майор юстиции, выпускник 1966 года
52. Мухамеджанов, Гани Ибатулович[89], генерал-майор, выпускник 1967 года
53. Трофимов, Владимир Иванович[90], генерал-майор, выпускник 1967 года
54. Кузнецов, Валерий Евгеньевич[91], генерал-майор, выпускник 1969 года
55. Учкин, Александр Васильевич[92], генерал-майор, выпускник 1969 года
56. Люлькин, Александр Николаевич[93], генерал-майор, выпускник 1969 года
57. Мусин, Реалиль Кашшафович[94], генерал-майор, выпускник 1969 года
58. Воронин, Алексей Владимирович, генерал-майор, выпускник 1970 года
59. Зайцев, Андрей Порфирьевич, генерал-майор, выпускник 1970 года
60. Зеньков, Владимир Алексеевич, генерал-майор, выпускник 1970 года
61. Романов Владимир Владимирович, генерал-майор, выпускник 1970 года
62. Варфоломеев, Павел Николаевич[95], генерал-майор, выпускник 1971 года
63. Налётов, Геннадий Афанасьевич[96], генерал-майор, выпускник 1972 года
64. Никитин, Анатолий Алексеевич[97], генерал-майор, выпускник 1972 года
65. Никулин, Виктор Анатольевич[98], генерал-майор, выпускник 1972 года
66. Гацко, Виктор Иванович[99], генерал-майор, выпускник 1973 года
67. Гуржей, Владимир Григорьевич[100], генерал-майор, выпускник 1974 года
68. Омельченко, Геннадий Витальевич[101], генерал-майор, выпускник 1975 года
69. Канчуков Сергей Алексеевич[102], генерал-майор, выпускник 1976 года
70. Бабкин, Александр Евгеньевич[103], генерал-майор МЧС, выпускник 1977 года
71. Серков, Юрий Александрович[104], генерал-майор, выпускник 1977 года
72. Сомов, Степан Иванович[105], генерал-майор, выпускник 1977 года
73. Веселов, Евгений Николаевич, генерал-майор, выпускник 1978 года
74. Рыльцов, Станислав Александрович, генерал-майор, выпускник 1979 года
75. Канучков, Сергей Александрович[106], генерал-майор, выпускник 1980 года
76. Кудрявцев, Александр Николаевич[107], генерал-майор, выпускник 1980 года
77. Масленчук, Александр Семенович[108], генерал-майор, выпускник 1980 года
78. Портянников, Юрий Николаевич, генерал-майор, выпускник 1980 года
79. Прошкин, Вячеслав Михайлович[109], генерал-майор, выпускник 1980 года
80. Нуртдинов, Ришат Васфиевич[110], генерал-майор, выпускник 1980 года
81. Алехин, Юрий Николаевич[111], генерал-майор МЧС России, выпускник 1982 года
82. Батюшкин, Сергей Анатольевич, генерал-майор, выпускник 1982 года
83. Корбут, Владимир Валентинович, генерал-майор, выпускник 1983 года
84. Устинов, Владимир Алексеевич[112], генерал-майор, выпускник 1985 года
85. Белоконев, Олег Алексеевич[113], генерал-майор, выпускник 1987 года
86. Куприк, Сергей Михайлович[114], генерал-майор, выпускник 1988 года
87. Кормильцев, Виталий Николаевич[115], генерал-майор, выпускник 1989 года
88. Брыль, Константин Иванович[116], генерал-майор, выпускник 1991 года
89. Бокий, Виктор Григорьевич, генерал-майор, выпускник 1992 года

1. Захаров, Георгий Тимофеевич, полковник, выпускник 1921 года
2. Коркин, Николай Петрович, полковник, выпускник 1931 года (Иркутская пехотная школа)
3. Ерошкин, Матвей Сергеевич, полковник, выпускник 1924 года
4. Куталев, Гавриил Антонович, полковник, выпускник 1920 года
5. Мощалков, Павел Иванович, полковник, выпускник 1925 года
6. Нестеренко, Игнатий Гаврилович, полковник, выпускник 1924 года
7. Полосухин, Виктор Иванович, полковник, выпускник 1922 года
8. Пуховский, Николай Фомич, полковник, выпускник 1923 года
9. Становский, Семён Ипатьевич, полковник, выпускник 1925 года
10. Чупров, Нил Данилович, полковник, выпускник 1928 года (Владивостокская пехотная школа)
11. Светецкий, Григорий Григорьевич, полковник, выпускник 1939 года

1. Вшивцев, Владимир Сергеевич[117]
2. Денисенко, Олег Иванович, Депутат Государственной думы РФ, выпускник 1983 года
3. Походин, Александр Николаевич[118], Заместитель министра сельского хозяйства и продовольственной политики Красноярского края, выпускник 1983 года
4. Краснов, Александр Борисович, Депутат Омского городского Совета, выпускник 1985 года
5. Фахритдинов, Иршат Юнирович, Депутат Государственной думы РФ, выпускник 1987 года

1. Загребельный, Сергей Николаевич, епископ Русской православной церкви, епископ Тарский и Тюкалинский, выпускник 1988 года.

1. Азовцев, Николай Николаевич, Доктор исторических наук, профессор, Заслуженный деятель науки РСФСР, выпускник 1933 года[119].

## Памятные места на территории училища
В 30-летие Победы советского народа в Великой Отечественной войне училище посетили ветераны 308-й Гуртьевской дивизии. С их участием был открыт музей боевой славы училища и памятник М. В. Фрунзе, выполненный из металла и бетона скульптором Ф. Д. Бугаенко. Здесь молодые воины принимают военную присягу, дают клятву на верность Родине. Отсюда выпускники-фрунзенцы уходят в войска.
4 сентября 1992 года на территории училища, в торжественной обстановке, по инициативе начальника училища Н.Т. Фатеева, был открыт мемориальный комплекс в честь воинов-омичей, сражавшихся на Бородинском поле в Отечественных войнах 1812 г. и 1941—1945 гг.
В нём, как в судьбе Отечества и в судьбе училища, нерасторжимо соединились два столетия и два поколения воинов-сибиряков
В год 50-летия Победы над фашистской Германией — в 1995 году в учебном центре училища п. Карьер был открыт памятник воинским формированиям, которые отсюда уходили на фронт в годы Великой Отечественной войны 1941—1945 гг. На этих полях получили военную подготовку 5600 выпускников Омского военного училища имени М. В. Фрунзе, около 250 тысяч жителей города Омска и области в составе 19 воинских формирований и 630 маршевых рот. С 1995 года традиционно в п. Карьер у памятника омским формированиям накануне Дня Победы проводится встреча фронтовиков «В лесу прифронтовом».
В целях увековечивания памяти выпускников старейшего учебного заведения Сибири, погибших в боях за Отечество, главой Администрации (Губернатором) Омской области Л. К. Полежаевым в 1997 году было принято Постановление № 48-П о строительстве на территории Омского ВОКУ им. М. В. Фрунзе часовни — памятника во имя святого Георгия Победоносца. А уже через год — 6 мая 1998 года Митрополитом Омским и Тарским Феодосием было произведено освящение часовни. Оно прошло в торжественной обстановке в присутствии Губернатора Омской области Л. К. Полежаева и многочисленных гостей города и области.
В часовне-памятнике золотым тиснением запечатлены фамилии воспитанников заведения: 118 Георгиевских кавалеров, 78 Героев Советского Союза, четыре полных кавалера ордена Славы, 7 Героев Российской Федерации.